# Neuseeländische Cricket-Nationalmannschaft in Sri Lanka in der Saison 2003
Die Tour der neuseeländischen Cricket-Nationalmannschaft nach Sri Lanka in der Saison 2003 fand vom 25. April bis zum 7. Mai 2003 statt. Die internationale Cricket-Tour war Bestandteil der Internationalen Cricket-Saison 2003 und umfasste zwei Tests. Die Serie endete 0–0 unentschieden.

## Vorgeschichte
Für beide Mannschaften war es die erste Tour der Saison.
Das letzte Aufeinandertreffen der beiden Mannschaften bei einer Tour fand in der Saison 2000/01 in Neuseeland statt.

## Stadien
Die folgenden Stadien wurden für die Tour als Austragungsort vorgesehen.
| Stadion                                 | Stadt   | Kapazität | Spiele |
| --------------------------------------- | ------- | --------- | ------ |
| Paikiasothy Saravanamuttu Stadium (PSS) | Colombo | 15.000    |        |
| Asgiriya Stadium                        | Kandy   | 10.300    |        |

## Kaderlisten
Neuseeland benannte seinen Kader am 2. April 2003.
Sri lanka benannte seinen Kader am 22. April 2003.
| Test | Test |
| Sri Lanka | Neuseeland |
| --- | --- |
| - Hashan Tillakaratne (K) - Marvan Atapattu - Kumar Dharmasena - Sanath Jayasuriya - Mahela Jayawardene - Romesh Kaluwitharana (wk) - Kaushal Lokuarachchi - Muttiah Muralitharan - Prabath Nissanka - Kumar Sangakkara - Chaminda Vaas | - Stephen Fleming (K) - Shane Bond - Robbie Hart (wk) - Matt Horne - Jacob Oram - Mark Richardson - Mathew Sinclair - Scott Styris - Daryl Tuffey - Daniel Vettori - Paul Wiseman |

## Tour Matches
| 19. – 20. April Scorecard | Colombo (NCC) | Sri Lanka Board President’s XI 258 (64.5) | – | New Zealanders 396 (107.5) |
|                           |               | Remis                                     |   |                            |

| 21. – 22. April Scorecard | Colombo (NCC) | Sri Lanka A 284 (80.3) | – | New Zealanders 283 (84.5) |
|                           |               | Remis                  |   |                           |

## Tests

### Erster Test in Colombo
| 25. – 29. April Scorecard | Colombo (PSS) | Neuseeland 515-7d (174.5) & 161-5d (78) | – | Sri Lanka 483 (152) |
|                           |               | Remis                                   |   |                     |

### Zweiter Test in Kandy
| 3. – 7. Mai Scorecard | Kandy | Neuseeland 305 (111.5) & 183 (97.3) | – | Sri Lanka 298 (97.3) & 72-1 (30) |
|                       |       | Remis                               |   |                                  |

## Statistiken
Die folgenden Cricketstatistiken wurden bei dieser Tour erzielt.
| Tests                | Tests      | Tests   | Tests   | Tests   | Tests   | Tests   | Tests   | Tests   |
| Batting              | Batting    | Batting | Batting | Batting | Batting | Batting | Batting | Batting |
| Spieler              | Mannschaft | Spiele  | Innings | Runs    | Average | HS      | 100s    | 50s     |
| -------------------- | ---------- | ------- | ------- | ------- | ------- | ------- | ------- | ------- |
| Stephen Fleming      | Neuseeland | 2       | 4       | 376     | 188,00  | 274*    | 1       | 1       |
| Hashan Tillakaratne  | Sri Lanka  | 2       | 2       | 237     | 118,50  | 144     | 1       | 1       |
| Mark Richardson      | Neuseeland | 2       | 4       | 201     | 67,00   | 85      | 0       | 3       |
| Jacob Oram           | Neuseeland | 2       | 4       | 142     | 35,50   | 74      | 0       | 1       |
| Sanath Jayasuriya    | Sri Lanka  | 2       | 3       | 141     | 47,00   | 82      | 0       | 2       |
| Bowling              |            |         |         |         |         |         |         |         |
| Spieler              | Mannschaft | Spiele  | Overs   | Wickets | Average | BBI     | 5W      | 10W     |
| Muttiah Muralitharan | Sri Lanka  | 2       | 161.5   | 13      | 24,61   | 5/49    | 1       | 0       |
| Chaminda Vaas        | Sri Lanka  | 2       | 73.3    | 6       | 29,83   | 3/31    | 0       | 0       |
| Paul Wiseman         | Neuseeland | 2       | 82.3    | 6       | 41,83   | 4/104   | 0       | 0       |
| Shane Bond           | Neuseeland | 2       | 59      | 5       | 38,80   | 3/97    | 0       | 0       |
| Jacob Oram           | Neuseeland | 2       | 50      | 4       | 29,00   | 3/54    | 0       | 0       |
| Prabath Nissanka     | Sri Lanka  | 2       | 55.5    | 4       | 32,50   | 2/41    | 0       | 0       |
| Kaushal Lokuarachchi | Sri Lanka  | 2       | 67      | 4       | 52,00   | 2/47    | 0       | 0       |
| Kumar Dharmasena     | Sri Lanka  | 2       | 83      | 4       | 56,25   | 3/132   | 0       | 0       |